# Zirkus Hein
Der Zirkus Hein war ein 1933 von Rudolf Hein (1910–1959) gemeinsam mit seiner Ehefrau Adelheid (1911–1994) gegründeter Zirkus. Rudolf Hein kam aus einer Zirkusfamilie, ebenso wie seine Frau, die der großen Zirkusfamilie Sperlich entstammte, ihr Vater war Waldemar Sperlich.

## Geschichte
Gleich nach der Eheschließung mit dem Artisten Rudolf Hein gründete Adelheid Hein 1933 mit ihrem Mann eine Varieteshow, mit der sie durch kleine Orte reisten. Der 1939 beginnende Zweite Weltkrieg setzte dem ein schnelles Ende, denn Rudolf Hein wurde Soldat und Adelheid ging wieder zum Zirkus ihres Vaters zurück.
Erst 1948 ging der Zirkus Hein in der Sowjetischen Besatzungszone wieder auf Tournee, aber vorerst nur mit Rundleinwand ohne Chapiteau. 1950 konnte ein Zweimaster angeschafft werden. Nachdem Adelheids Vater 1953 sein Geschäft aufgegeben und Onkel Oskar Sperlich seinen Zirkus aufgelöst hatte, kamen viele der Sperlich-Verwandten zum Zirkus Hein. Das typische Familienunternehmen vergrößerte sich, die Programmgestaltung wurde damit wesentlich leistungsstärker.
Nach dem Tod Rudolf Heins führte Adelheid Hein den Zirkus weiter.
Der Zirkus Hein erhielt als erster privater Lizenzzirkus der DDR 1966 eine reisende Schule. Bei Hein arbeiteten viele junge Artisten aus der eigenen und verwandten Familie. 1986, an ihrem 75. Geburtstag, übergab Adelheid Hein den Zirkus Hein an ihren Neffen Rudolf Sperlich, gemeinsam mit Adelheids Enkel Vernado Hein als künstlerischer Leiter.
Im Jahr 1986 verließen die Familien Meritz und Krämer das Unternehmen und gründeten das Zeltvariete Rolandos. Im Jahr 2000 verließen weitere Familien das Unternehmen und gründeten den Zirkus Sperlich (Direktion Andre Sperlich).
Im Jahr 2001 wurde der Zirkus eingestellt. Zirkus Hein hatte bis 1969 in Neunaundorf bei Herzberg, später in Meltendorf bei Jessen (Sachsen-Anhalt) sein Winterquartier. Adelheid Heins Enkel Vernando Hein führt mit seiner Familie weiterhin Programme vor. Rudolf Sperlich Direktor des Circus Hein war von 2002 bis 2012 im Freizeitpark Plohn tätig, dort führte er mit seiner Familie die Shows vor. Weitere Familienmitglieder sind heute als Schausteller tätig.

## Filmografie
- 1978: Polizeiruf 110: In Maske und Kostüm
- 1979: Oben geblieben ist noch keiner
- 1983: Moritz in der Litfaßsäule
- 1985: Der Zirkus kommt (Dokumentarfilm)
- 1997: Tatort: Tanz auf dem Hochseil
- 1998: So ein Zirkus (TV-Serie)
- 1998: Happy Birthday (TV-Serie)